# Candela Álvarez
Candela Álvarez Soldevilla (Gijón, siglo XX) es una empresaria y coleccionista de arte española, que fue condecorada con la Medalla de Oro al Mérito en las Bellas Artes 2023.? Lo pm o

## Trayectoria
Nació en Gijón. Estudió Ciencias Empresariales y Derecho en el ICADE de Madrid. Con 18 años se inició en el coleccionismo de arte. Se convirtió en miembro de la junta directiva de 9915, la Asociación de Coleccionistas Privados de Arte Contemporáneo.
Creó la Colección Studiolo que alberga más de 450 piezas arte contemporáneo de artistas como Ana Laura Aláez, Anthony Caro, Egon Schiele, Julio González, Karel Appel, Wifredo Lam, Antonio Saura, Santiago Ydáñez, Carmen Calvo, Tina Modotti, Maruja Mallo, Marc Chagall o Guillermo Pérez Villalta. Su colección ha sido expuesta en instituciones como el Museo Lázaro Galdiano, la Academia de España en Roma, la Fundación Banco Santander, Fundación DKV, Fundación ABC o el Centro de Arte de Alcobendas.

## Reconocimientos
En enero de 2024 fue distinguida por el Ministerio de Cultura de España con la Medalla de Oro al Mérito en las Bellas Artes 2023 junto con otras personas e instituciones como Itziar Castro, Isabel Campo Vilar, Carmen Acedo Grande, Patricia Ferreira, Vicky Peña, Glòria Pérez Salmerón, la Fundación Alicia de Larrocha o la Fundación Museo Sorolla.